# Sceau d'Hawaï
 (août 2009).
Si vous disposez d'ouvrages ou d'articles de référence ou si vous connaissez des sites web de qualité traitant du thème abordé ici, merci de compléter l'article en donnant les références utiles à sa vérifiabilité et en les liant à la section « Notes et références ».

Actuel sceau de l'État d'Hawaï

Le sceau d'Hawaï fut adopté en 1898 après l'annexion des îles par les États-Unis.

## Devise
Dans la bordure du sceau se trouve la devise de l'État : « Ua Mau ke Ea o ka ʻĀina i ka Pono », signifiant « La vie de la terre se perpétue dans la droiture ».

## Symboles
- 1959 représente l'année où Hawaï devint un État des États-Unis ;
- Le soleil levant remplace la couronne et la croix de Malte qui représentait la monarchie sur le sceau original. Il représente la naissance d'un nouvel État ;
- Le roi Kamehameha Ier et la liberté soutiennent le blason, ils représentent le passé et le futur ;
- Les quatre parties du blason, au centre représentent les huit principales îles de l'archipel ;
- L'étoile au milieu symbolise la cinquantième étoile du drapeau des États-Unis qui fut rajoutée lorsque Hawaï devint un État à part entière ;
- Le Phénix, symbole de la mort et de la résurrection, symbolise le changement de la monarchie vers la liberté et la démocratie ;
- Les huit colocasias, flanquées de feuilles de bananier et d'adiantum sont des plantes typiques de la flore hawaïenne.  Le colocasia symbolise la vie mais avait aussi une grande signification religieuse.